# Portada/article març 20

## Exposició Internacional de Barcelona
L'Exposició Internacional de Barcelona tingué lloc del 20 de maig de 1929 al 15 de gener de 1930 a Barcelona. Se celebrà a la muntanya de Montjuïc, on ocupà una superfície de 118 hectàrees, i tingué un cost de 130 milions de pessetes. Entre la vintena de nacions europees que hi participaren hi havia països com Alemanya, Bèlgica, Dinamarca, França, Hongria, Itàlia, Noruega, Romania o Suïssa. També hi van prendre part expositors privats japonesos i nord-americans.
L'Exposició suposà un gran desenvolupament urbanístic per a Barcelona, així com un banc de proves per als nous estils arquitectònics gestats a començaments del segle xx. A nivell local, representà la consolidació del noucentisme, estil d'aire clàssic que substituí el modernisme.